# Soufyan Ahannach
Soufyan Ahannach, né le 9 septembre 1995 à Amsterdam aux Pays-Bas, est un footballeur néerlando-marocain jouant au poste de milieu de terrain à l'Union Touarga Sports.

## Biographie
Soufyan Ahannach naît à Amsterdam aux Pays-Bas au sein d'une famille de footballeurs et grandit dans le quartier de Bos en Lommer. Il est le frère d'Alami Ahannach et le cousin de Jawad Ahannach. Son neveu Anass Ahannach (en) est formé à l'Ajax Amsterdam et est également actif en tant que footballeur professionnel.
Soufyan débute le football dans le club amateur du VVA/Spartaan dans sa ville natale avant de rejoindre le DWS Amsterdam en 2008.

### Carrière en club

#### Formation et débuts pro à l'Almere City (2011-2017)
En 2011, il rejoint le centre de formation de l'Almere City avec lequel il dispute la majorité des matchs en équipe réserve jusqu'en 2012, lorsqu'il est titularisé le 14 septembre 2012 pour disputer son premier match professionnel en deuxième division néerlandaise contre le SC Cambuur (défaite, 5-2). Il s'intègre ainsi au sein d'une génération d'espoirs néerlandais composée d'Adnane Tighadouini, Mohamed El Makrini et Tim Bakens. 
Le 6 février 2015, il inscrit son premier but professionnel contre le Jong FC Twente.grâce à une passe décisive de Enzio Boldewijn (victoire, 0-3).  Le 29 avril 2016, il inscrit son premier doublé en championnat contre le Jong PSV (victoire, 7-0), et cinq mois plus tard son premier triplé contre le SC Telstar (victoire, 3-6).

#### Brighton & Hove Albion et prêts (2017-2020)
Le 10 août 2017, il s'engage pour trois saisons à Brighton & Hove Albion FC, club fraîchement promu en Premier League, malgré un intérêt de l'Ajax Amsterdam,. Le montant de transfert s'élève alors à 600 000 euros. Alors qu'il existe une énorme concurrence en équipe première, Soufyan Ahannach est rapidement relégué en équipe U23 pour disputer son premier match en Angleterre le 3 octobre 2017 contre Oxford United FC sous la houlette de Simon Rusk (en) (match nul, 2-2).
Après une demi-saison sans temps de jeu en équipe première, il est prêté le 19 janvier 2018 au Sparta Rotterdam en Eredivisie. Le 21 janvier, soit, deux jours plus tard, il est titularisé d'entrée conte le SBV Excelsior sous la tutelle de Dick Advocaat. Le 7 avril, il inscrit son premier but en Eredivisie contre le VVV Venlo grâce à une passe décisive de Frederik Holst. Soufyan Ahannach termine ainsi la saison 2017-2018 à la 17e place du classement de l'Eredivisie, au bord de la relégation.
De retour à Brighton en été 2018, Soufyan Ahannach devient définitivement un joueur réserve jusqu'en septembre 2019, lorsque l'Union saint-gilloise vient à la rescousse du joueur, absent depuis un an du football professionnel. Il signe alors dans le club sous forme de prêt et évolue en deuxième division belge. Le 25 septembre 2019, il refoule ses pieds sur le terrain, lancé par Thomas Christiansen à l'occasion d'un match de Coupe de Belgique face au RCS Verlaine (victoire, 3-0). Ayant écopé d'un carton rouge le 8 novembre en championnat contre le KVC Westerlo, Ahannach est mis à l'écart par son entraîneur et ne dispute plus aucun match jusqu'en janvier 2020.

#### Vice champion de deuxième division avec le Go Ahead Eagles (2020)
Le 20 janvier 2020, il s'engage librement au Go Ahead Eagles en deuxième division néerlandaise afin d'assurer la relève de Richard van der Venne,. Le 3 février, il dispute son premier match face au Jong Ajax (défaite, 5-1). Quelques jours plus tard, toujours en championnat, il inscrit son premier but avec le club face au NEC Nimègue sur une passe décisive d'Antoine Rabillard (victoire, 2-1). 
Il termine ainsi la saison vice-champion des Pays-Bas à 15 points du SC Cambuur. Cependant, le club ne décide de ne pas garder Ahannach face à de nombreux prétendants de deuxième division néerlandaise.

#### FC Den Bosch (2021-2022)
Le 15 février 2021, après une demi-saison d'absence, il est recruté par le FC Den Bosch et son entraîneur Jack de Gier (en) qui compte faire d'Ahannach un élément clé de son effectif. Il déclare plus tard en interview : « J'avais reçu un message de Jack de Gier (entraîneur) qui me demandait si j'étais motivé à reprendre le football. J'étais sans club et je m'entraînais seul. Je n'étais pas encore en forme mais j'avais beaucoup envie de reprendre le football. Mon frère (Alami Ahannach) m'avait dit 'il faut que tu t'investis et que tu retrouves du temps de jeu afin que tu retournes sur le podium' ».
Disputant son premier match le 2 mars 2021 contre le NEC Nimègue, il inscrit son premier but le 23 avril contre le Roda JC sur une passe décisive de Jizz Hornkamp, délivrant également deux autres passes décisives (victoire, 7-0). Un an plus tard, le 11 mars 2022, il inscrit son premier doublé avec le club face au MVV Maastricht, offrant ainsi la victoire à son équipe (victoire, 3-1).

#### Al-Arabi SC et prêts (2021-2022)
Le 1er juillet 2022, il s'engage pour deux saisons à Al Arabi SC en deuxième division saoudienne. Il est prêté dans la foulée au FC Den Bosch en 2022, ensuite à Al-Rawdhah Club en 2023.

#### Wydad AC (depuis 2023)
Grâce à son frère Alami Ahannach qui occupe le poste d'entraîneur adjoint du Wydad AC, épaulant Adil Ramzi, il s'envole en août 2023 vers le Maroc pour être testé au Wydad AC. Le 21 août 2023, il signe librement un contrat professionnel de deux saisons.
Le 21 septembre 2023, il entre pour la première fois en jeu contre le JS Soualem en remplaçant Mountassir Lahtimi à la 69e minute et délivre une passe décisive à la 85e minute à Zakaria Draoui qui inscrit le seul but du match au Stade Mohammed-V de Casablanca (victoire, 1-0). Le 24 septembre, soit, trois jours plus tard, il reçoit sa première titularisation contre la RS Berkane (match nul, 0-0). Le 29 octobre, il entre en jeu en demi-finale de la Ligue africaine de football et délivre une passe décisive à Hicham Boussefiane qui inscrit l'unique but du match à la 58e minute. Le 12 novembre, il participe à la finale de la Ligue africaine de football en entrant en jeu à la 65e minute à la place de Abdellah Haimoud contre le Mamelodi Sundowns FC (défaite, 0-2).

### Carrière internationale
En mars 2013, il reçoit une première convocation en sélection de la part du sélectionneur Remy Reijnierse avec l'équipe des Pays-Bas -18 ans à l'occasion d'un match amical contre l'Allemagne -18 ans (victoire, 4-1). Lors de ce match, il entre en jeu à la 74e minute en remplaçant Jorrit Hendrix.

## Palmarès
Go Ahead Eagles
- Eerste Divisie :
  - Vice-champion : 2021.

 Wydad AC
- Ligue africaine de football :
  - Finaliste : 2023.